# Mendoza cognata
Mendoza cognata är en spindelart som först beskrevs av George William Peckham och Elizabeth Maria Gifford Peckham 1894.  Mendoza cognata ingår i släktet Mendoza och familjen hoppspindlar. Inga underarter finns listade i Catalogue of Life.